# 2008年夏季殘疾人奧林匹克運動會巴基斯坦代表團
2008年夏季殘疾人奧林匹克運動會巴基斯坦代表團於2008年9月6日至17日參加在中國北京舉行的第13屆殘疾人奧運會。
巴基斯坦在本屆殘奧會將派出運動員出戰包括田徑等項目。

## 獎牌榜
| 奖牌 | 运动员      | 项目 | 赛事             |
| ---- | ----------- | ---- | ---------------- |
| 銀牌 | 海德尔·阿里 | 田径 | 男子跳远F37/38級 |

## 參賽項目
田徑